# Conspiracy Theory with Jesse Ventura
Conspiracy Theory with Jesse Ventura är en amerikansk TV-serie med Jesse Ventura som huvudperson vilken i varje program undersöker olika konspirationsteorier, och som sänds på truTV. Det första avsnittet hade premiär den 2 december 2009 och sågs av 1.635 miljoner tittare, vilket var den största publik som TruTV haft för ett premiäravsnitt på en ny serie.  Andra säsongen hade premiär den 15 oktober 2010 och den tredje säsongen den 7 november 2012.